# Triumph Speedmaster
La Triumph Speedmaster è una motocicletta prodotta dalla casa motociclistica inglese Triumph Motorcycles dal 2002.
La Speedmaster è stata progettata e viene costruita a Hinckley nel Leicestershire. Lanciata nel 2002 con un motore bicilindrico da 790 cc, la cilindrata è stata poo aumentata a 865 cc nel 2005, aggiornata con l'introduzione dell'iniezione elettronica del carburante nel 2008 e incrementata nuovamente nella cilindrata a 1200 cc nel 2018.

## Storia
La prima versione aveva un motore bicilindrico DOHC a 8 valvole da 790 cc raffreddato ad aria e un passo di 1660 mm. Le principali differenze rispetto alla Bonneville America erano nella finitura nera del motore, il cambio accorciato, il manubrio piatto, la sella monopezzo e i cerchi in lega con doppio disco freno anteriore, al posto del disco singolo dell'America. Il nome "Speedmaster" è stato utilizzato per l'ultima volta dalla Triumph nel 1965 per la Bonneville T120R dalle versioni importate in America. La potenza era di circa 53,1 CV (39,6 kW), con una velocità massima di 166 km/h. Nel 2005 la cilindrata del motore è stata aumentata a 865 cc (alimentato sempre a carburatore) erogando la potenza massima a 6500 giri/min, con una coppia di 68 Nm disponibile a 3500 giri/min. Nel 2007 è stata lanciata la versione a iniezione multipoint, con cerchi in lega di nuovo design, coperchio della catena ridisegnato, supporto per le pedane passeggero, nonché silenziatori con taglio obliquo e quattro nuove combinazioni di verniciatura.
Nel 2018 arriva il motore da 1200 cc High Torque raffreddato a liquido della Bonneville, acceleratore ride-by-wire che consente di selezionare due modalità "Rain" e "Road" che modulano la risposta dell'acceleratore e il cruise control, ABS e controllo di trazione, fari a LED, doppi freni a disco anteriori con pinze Brembo, forcelle anteriori KYB aggiornate e pneumatici più grandi.

## Caratteristiche tecniche
| Caratteristiche tecniche - Triumph Speedmaster | Caratteristiche tecniche - Triumph Speedmaster                                                        | Caratteristiche tecniche - Triumph Speedmaster                                                        | Caratteristiche tecniche - Triumph Speedmaster                                                        | Caratteristiche tecniche - Triumph Speedmaster                                                        | Caratteristiche tecniche - Triumph Speedmaster                                                        |
| ---------------------------------------------- | --- | --- | --- | --- | --- |
|                                                | | | | | |
| Dimensioni e pesi                              | | | | | |
| Meccanica                                      | | | | | |
| Tipo motore: a 4 tempi                         | Tipo motore: a 4 tempi                                                                                | Tipo motore: a 4 tempi                                                                                | Tipo motore: a 4 tempi                                                                                | Raffreddamento: a liquido                                                                             | Raffreddamento: a liquido                                                                             |
| Frizione: multidisco in bagno d'olio           | Frizione: multidisco in bagno d'olio                                                                  | Frizione: multidisco in bagno d'olio                                                                  | Cambio: sequenziale a 6 marce (sempre in presa)                                                       | Cambio: sequenziale a 6 marce (sempre in presa)                                                       | Cambio: sequenziale a 6 marce (sempre in presa)                                                       |
| Accensione                                     | elettronica CDI                                                                                       | elettronica CDI                                                                                       | elettronica CDI                                                                                       | elettronica CDI                                                                                       | elettronica CDI                                                                                       |
| Trasmissione                                   | a catena                                                                                              | a catena                                                                                              | a catena                                                                                              | a catena                                                                                              | a catena                                                                                              |
| Avviamento                                     | elettrico                                                                                             | elettrico                                                                                             | elettrico                                                                                             | elettrico                                                                                             | elettrico                                                                                             |
| Ciclistica                                     | | | | | |
| Sospensioni                                    | Anteriore: forcella teleidraulica a steli rovesciati / Posteriore: monoammortizzatore pluriregolabile | Anteriore: forcella teleidraulica a steli rovesciati / Posteriore: monoammortizzatore pluriregolabile | Anteriore: forcella teleidraulica a steli rovesciati / Posteriore: monoammortizzatore pluriregolabile | Anteriore: forcella teleidraulica a steli rovesciati / Posteriore: monoammortizzatore pluriregolabile | Anteriore: forcella teleidraulica a steli rovesciati / Posteriore: monoammortizzatore pluriregolabile |
| Freni                                          | Anteriore: disco doppio / Posteriore: disco singolo                                                   | Anteriore: disco doppio / Posteriore: disco singolo                                                   | Anteriore: disco doppio / Posteriore: disco singolo                                                   | Anteriore: disco doppio / Posteriore: disco singolo                                                   | Anteriore: disco doppio / Posteriore: disco singolo                                                   |
| Fonte dei dati:                                | | | | | |